# هاراکا
۶۰°۹′۱٫۴۱″ شمالی ۲۴°۵۷′۲۷٫۳۲″ شرقی / ۶۰٫۱۵۰۳۹۱۷°شمالی ۲۴٫۹۵۷۵۸۸۹°شرقی

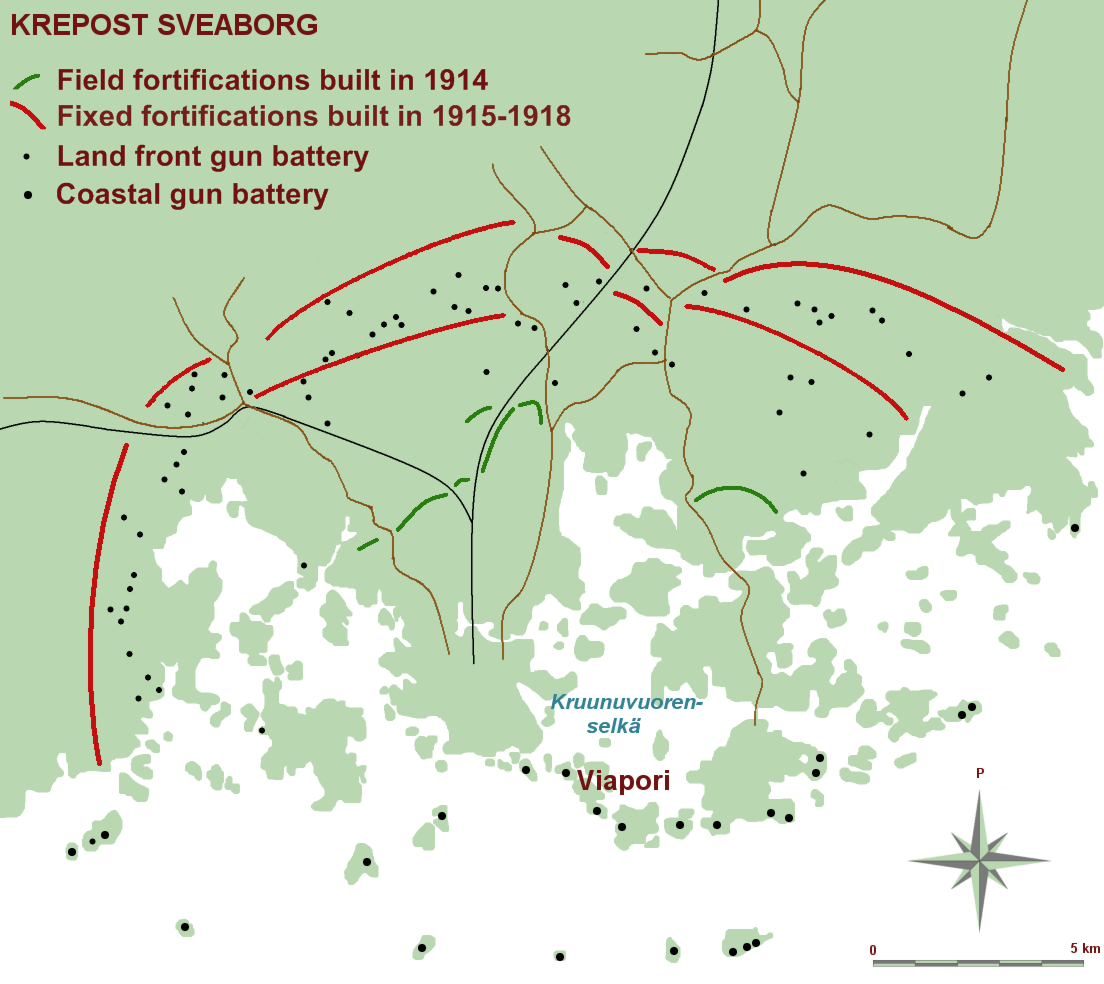
امپراتوری روسیه برای محافظت از هلسینکی و سن پترزبورگ ۱۷ جزیره کوچک در ساحل هلسینکی را مجهز به این ادوات نظامی کرده بود. به این جزایر در اصطلاح هاراکا و دژ سه‌وبوری گفته می‌شد.

هاراکا یا دژ سه‌وبوری (انگلیسی: Harakka) (روسی: Krepost Sveaborg) یک جزیزه کوچک در نزدیکی ساحل هلسینکی واقع در جنوب پارک مشهور کایووپویستو است.
عمده سرشناسی این جزیره نقش نظامی آن با استقرار اسلحه‌ها، نورافکن‌ها و توپ‌های جنگی و توپ‌ضدهوایی از دهه ۱۸۸۰ تا قبل از جنگ جهانی اول توسط امپراتوری روسیه است. در جنگ جهانی اول از توپ‌های صحرایی با کالیبر حداکثر ۹۰ میلی‌متری به عنوان سلاح ضدهوایی استفاده می‌شد.
امپراتوری روسیه برای محافظت از هلسینکی و سن پترزبورگ ۱۷ جزیره کوچک در ساحل هلسینکی را مجهز به این ادوات نظامی کرده بود. به این جزایر در اصطلاح دژ سه‌وبوری گفته می‌شد.
هنوز برخی سنگربندی‌ها و برخی از این ادوات نظامی در این جزیره وجود دارند و به لحاظ تاریخی جزیره هاراکا دارای جاذبه‌های گردشگری است.

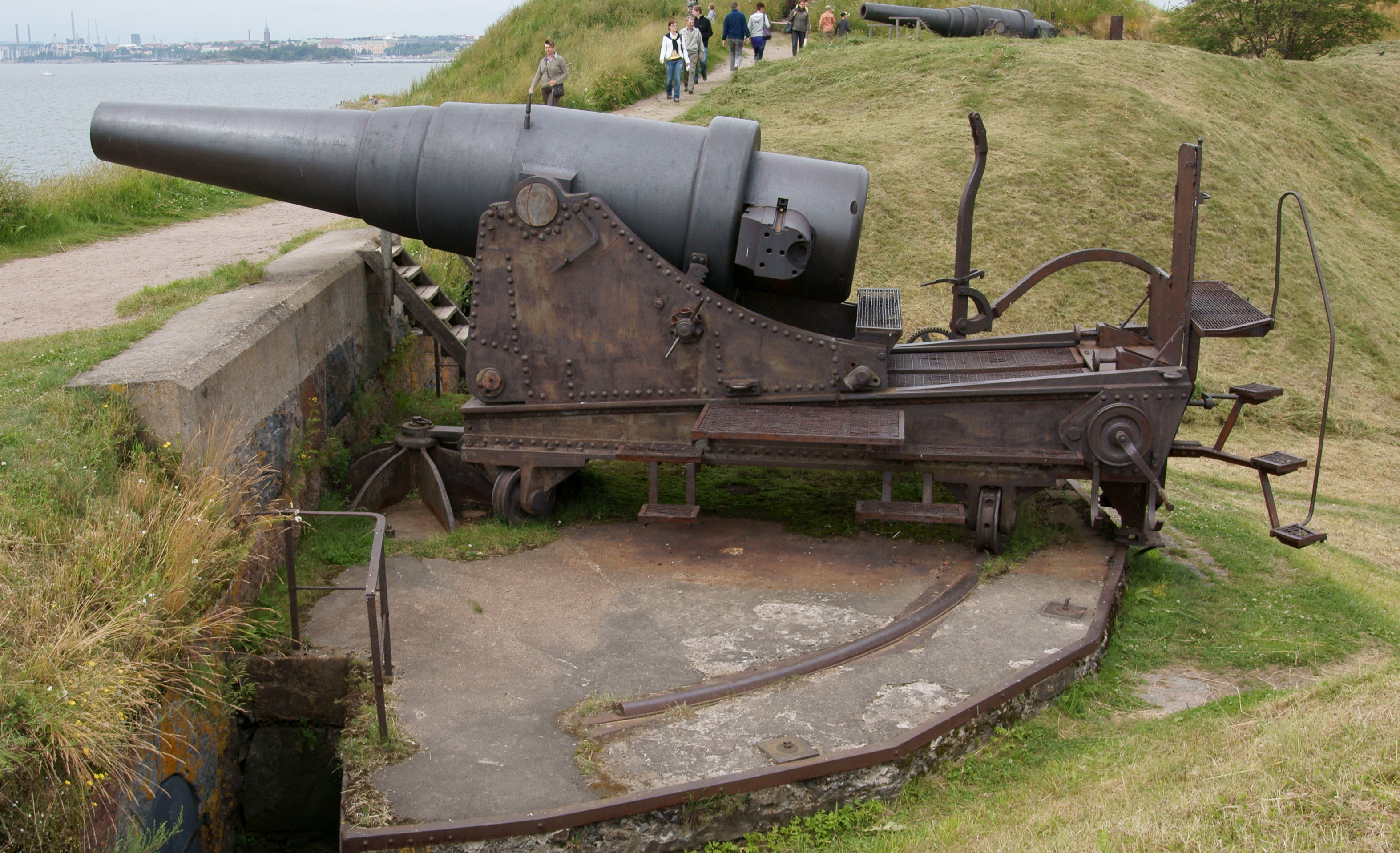
توپ‌های ساحلی ۱۱ اینچ و ۹ اینچ مدل ۱۸۷۷ روسی واقع در هاراکا

## نگارخانه

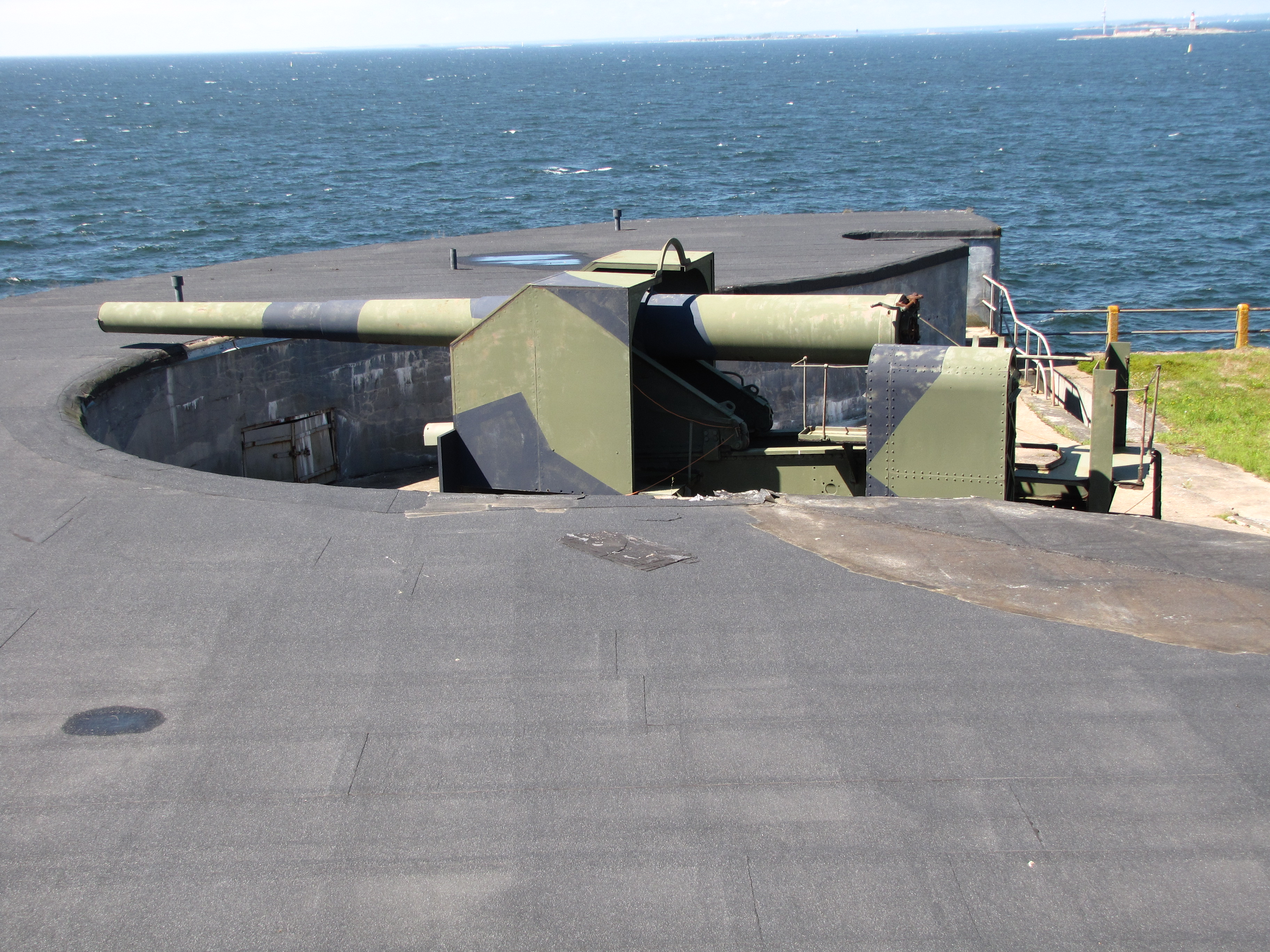
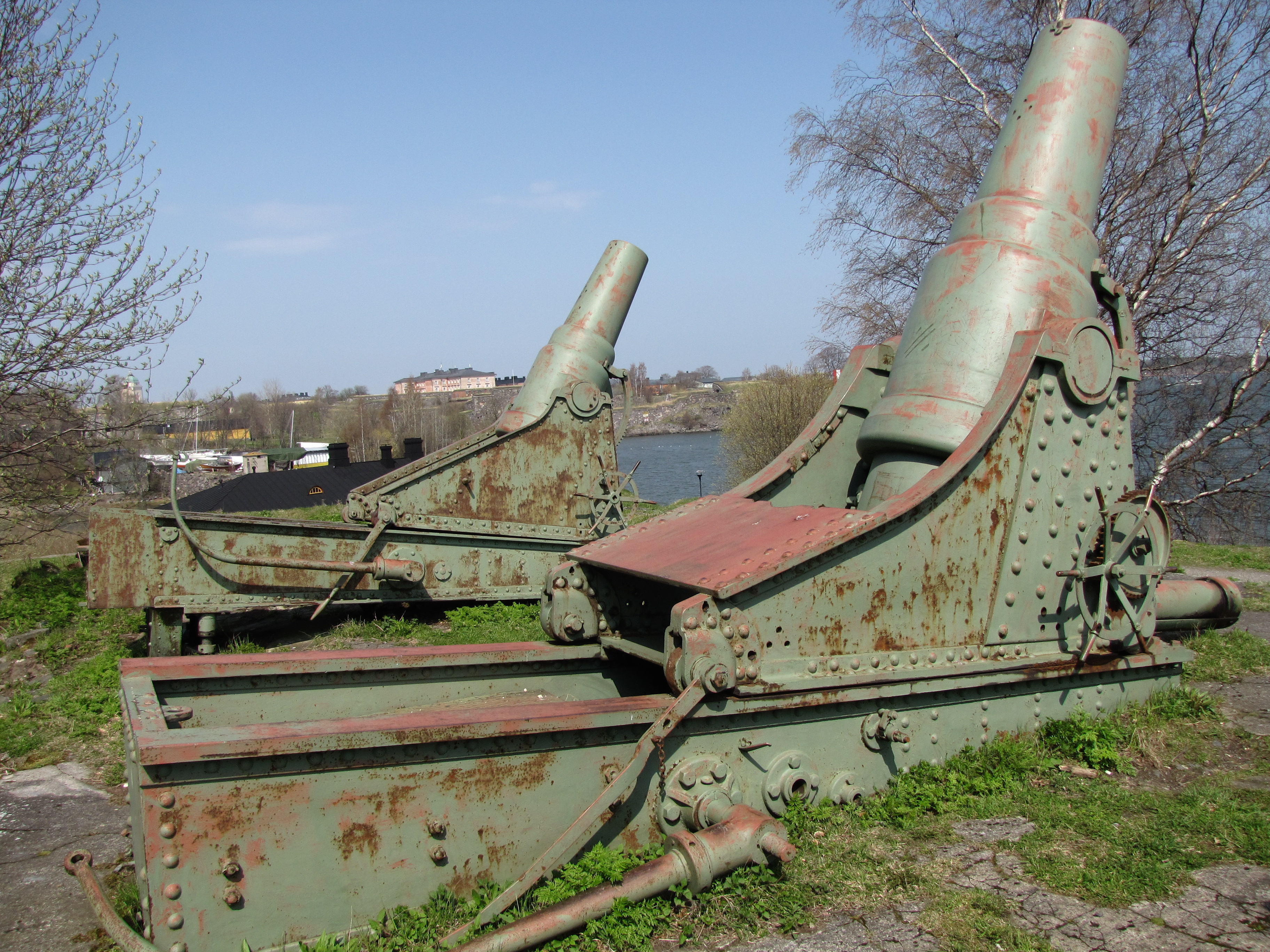
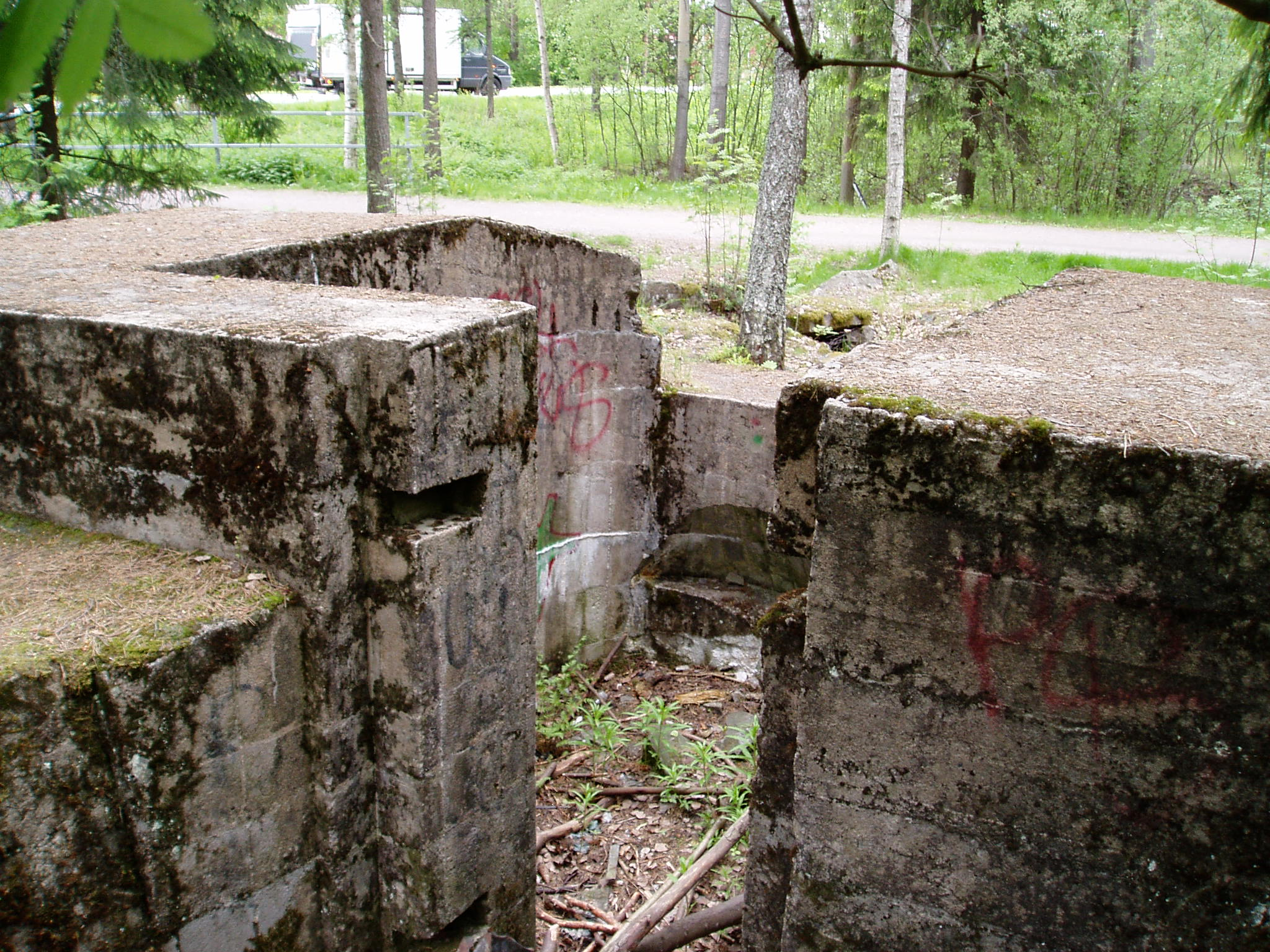
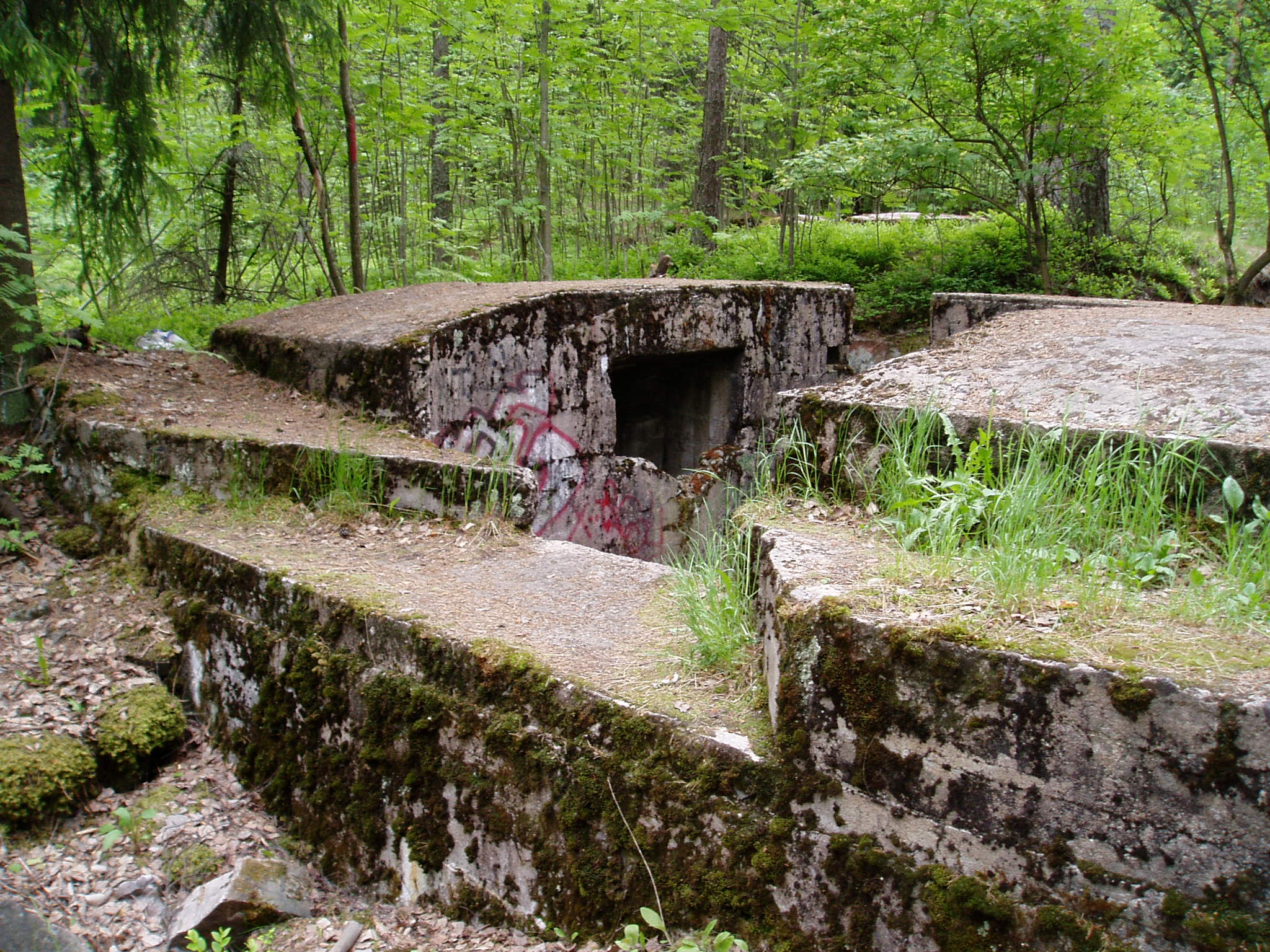